# Amherst (New Hampshire)
Amherst – miasto w Stanach Zjednoczonych, w stanie New Hampshire, w hrabstwie Hillsborough.